# Kalle Peronkoski

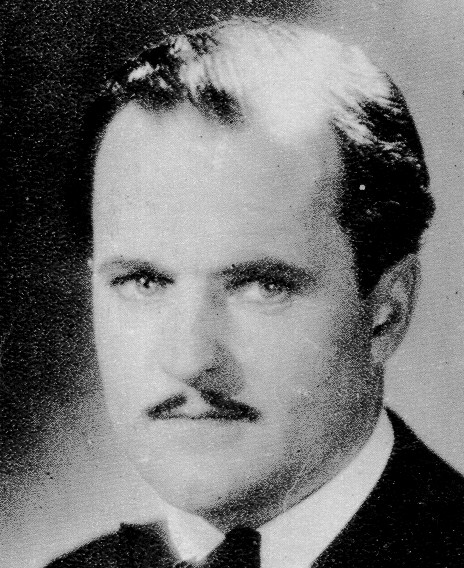
Kalle Peronkoski.

Kalle Peronkoski född Karl-Fredrik Valter Perón 16 maj 1908 i Hangö, död 6 februari 1974 i Helsingfors, var en finländsk fotograf, skådespelare och filmklippare.

## Filmfoto i urval
- 1961 - Den eldröda duvan (Tulipunainen kyyhkynen)
- 1960 - Stridernas väg (Taistelujen tie)
- 1955 - Säkkijärven Polkka
- 1952 - Olympiska spelen i Helsingfors -52 (Maailmat kohtaavat)
- 1951 – Kvinnan bakom allt
- 1949 - Fula Elsa (Ruma Elsa)